# Mutter und Kind (1924)
Mutter und Kind ist ein deutscher Spielfilm von Carl Froelich aus dem Jahr 1924 nach einem Gedicht von Friedrich Hebbel. Die Uraufführung fand am 13. November 1924 im Berliner Marmorhaus statt.

## Handlung
Senator Hansen ist ein reicher, angesehener Bremer Kaufmann. Sein Sohn ist gestorben und er hat nun keinen Erben für sein Unternehmen und sein Vermögen. Seine Köchin Lene und sein Kutscher Christian sind ein junges Paar, jedoch ohne finanzielle Mittel. Senator Hansen kommt die Idee für den Ausweg aus seiner Not. Er schließt einen Vertrag mit ihnen, der ihm das erste Kind ihrer Ehe vermacht und damit einen Erben. Das junge Paar erhält einen Bauernhof, der erst in ihren Besitz fällt, sobald Lene ein Kind gebiert, das dann Senator Hansen gehört. Lene wird einige Zeit später schwanger und gebiert ein Kind, das sie nun nicht mehr hergeben möchte. Lene flieht mit einem Floß auf der reißenden Saale. Fast kommt sie mit ihrem Kind in den Stromschnellen ums Leben, kann jedoch in höchster Not gerettet werden. Senator Hansen erkennt nun sein unmenschliches Verhalten und erlaubt den Eltern, das Kind zu behalten. Auch der Bauernhof geht in den Besitz von Lene und Christian über.

## Hintergrund
Der Stummfilm erlebte seine Uraufführung am 13. November 1924 in Berlin. Der Film war im In- und Ausland ein großer Kassenerfolg. Carl Froelich und Henny Porten gründeten auf Basis dieses finanziellen Erfolges ihre Filmproduktionsfirma Henny Porten-Froelich Produktion GmbH und drehten bis 1929 fünfzehn gemeinsame Filme, die Henny Porten zum populärsten deutschen Stummfilmstar machten. 
1933 entstand ein Tonfilm-Remake unter der Regie von Hans Steinhoff. Henny Porten spielte auch in diesem Film die Hauptrolle.